# شهرستان شریدن (نبراسکا)
شهرستان شریدن، نبراسکا (به انگلیسی: Sheridan County, Nebraska) یک سکونتگاه مسکونی در ایالات متحده آمریکا است که در نبراسکا واقع شده‌است.

## خصوصیات
شهرستان شریدن ۶٬۳۹۷٫۳۱ کیلومترمربع مساحت دارد.